# Castillo de la Yedra

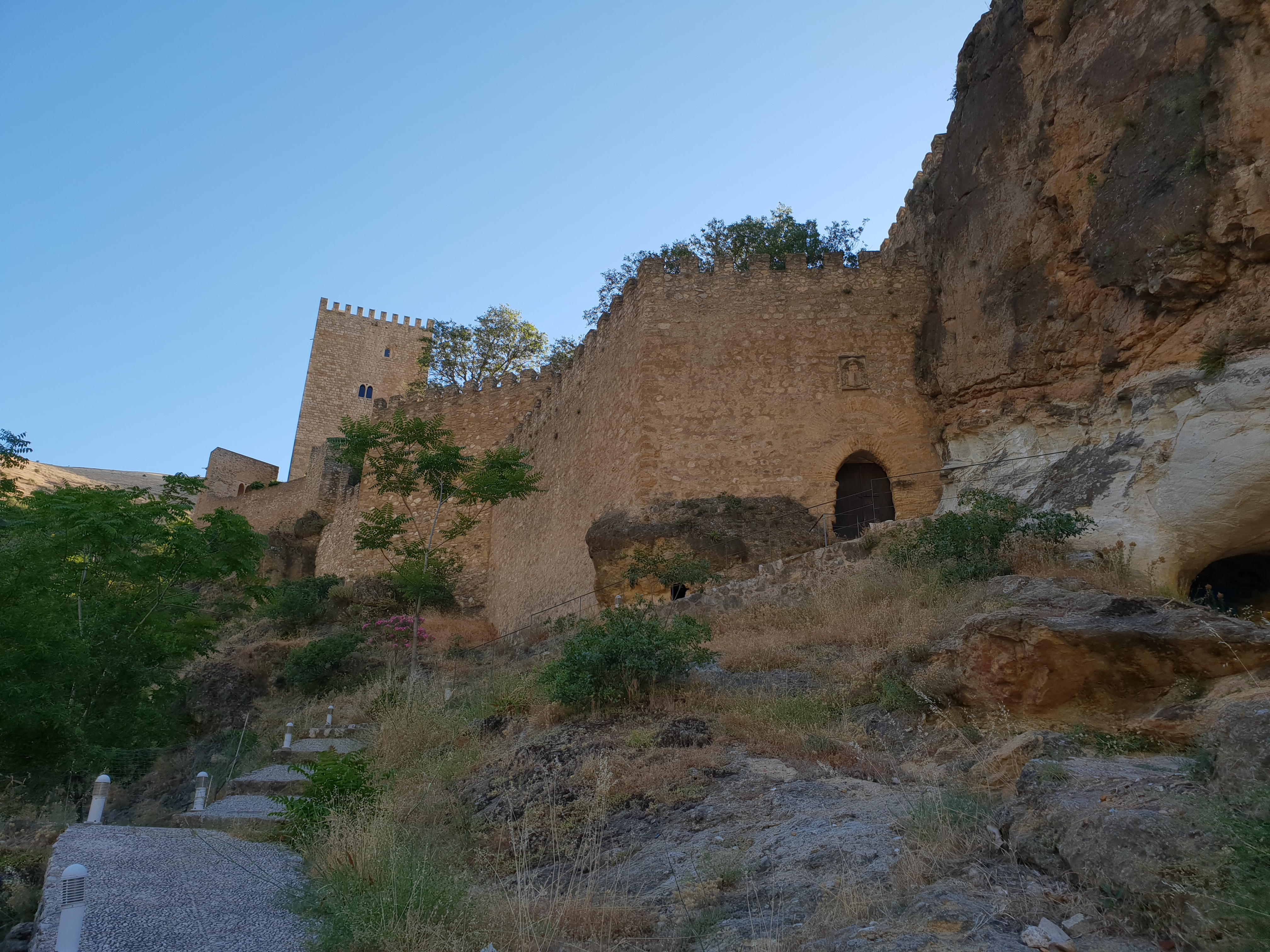
Vista desde la muralla del Castillo de la Yedra.

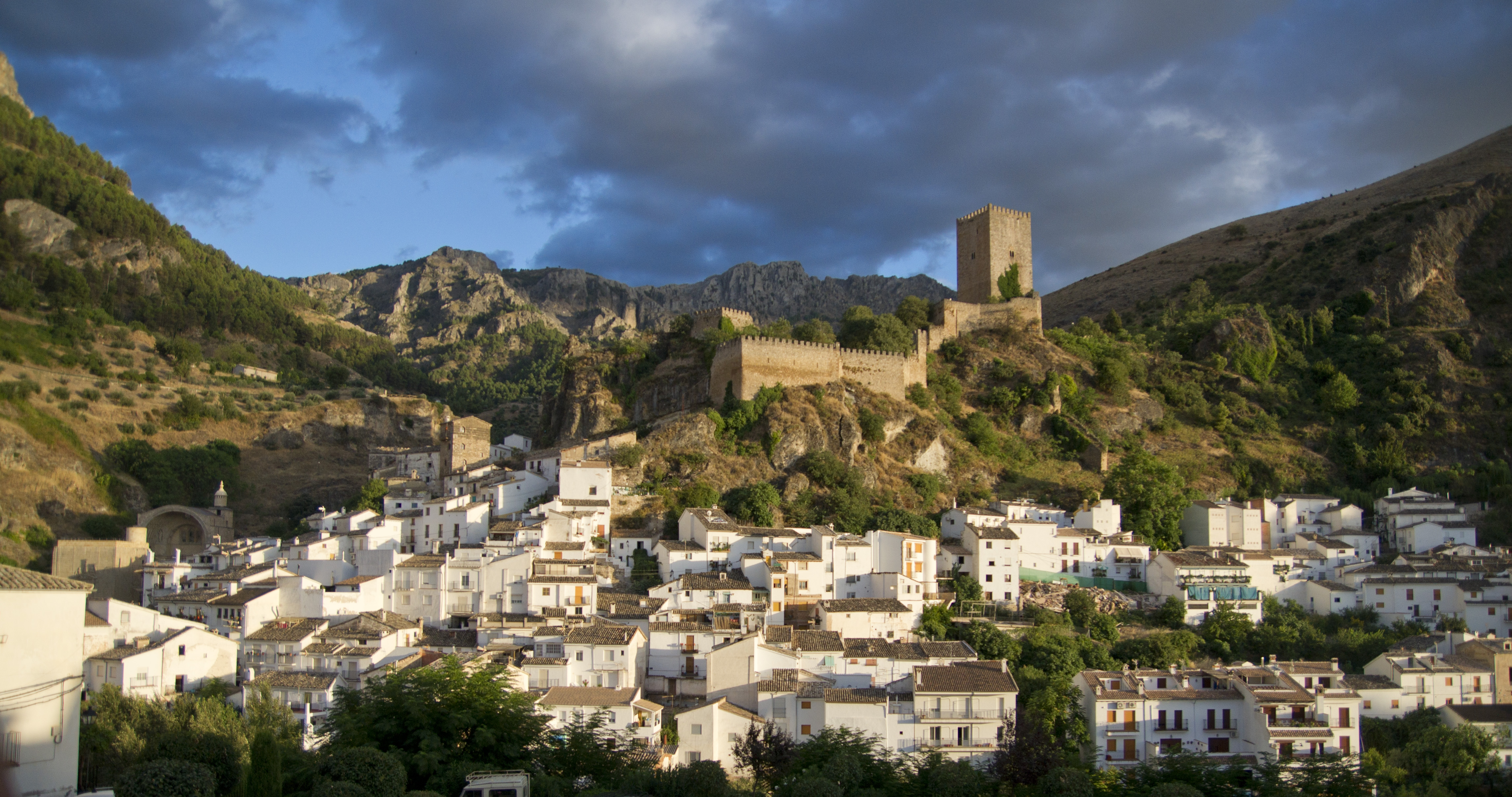
Vista desde la muralla del Castillo de la Yedra desde el norte.

El castillo de la Yedra es un antiguo enclave de origen defensivo localizado en el municipio español de Cazorla. Se encuentra situado en la parte inferior del cerro de Salvatierra, sobre el río Cerezuelo, en la provincia de Jaén, comunidad autónoma de Andalucía, España. Es una construcción que data de la época bereber, aunque fue terminado tal y como lo conocemos hoy en día por los castellanos. Desde su enclave, a 831 metros de altitud sobre el nivel del mar, se divisa la ciudad de Cazorla y sus alrededores.
En su arquitectura se observan varios rasgos musulmanes, aunque a lo largo de los siglos los cristianos terminaron de darle su configuración definitiva, por lo que predomina así el estilo gótico.

## Descripción

### Ubicación
Situado a 850 metros sobre el nivel del mar, al sur del municipio y del río de Cazorla, este Castillo, llamado de la Yedra o de Las Cuatro Esquinas, se conserva en pie una buena parte, y en él se pueden distinguir tres recintos sucesivos; alcazarejo, recinto y albacara.

### Estructuras
El alcazarejo ocupa el lugar más eminente. Integra la torre del homenaje y el reducido patio de armas, que la circunda. Este pequeño recinto se ciñe a la forma que lo sustenta. Se accede por un pasaje tortuoso y doblado, casi una poterna que serviría además para facilitar la aguada de la fuente vecina.
El recinto intermedio se encuentra embutido en la albacara. Ésta es fácilmente divisible a su vez en dos patios independientes. La entrada al recinto que va al alcazarejo es especialmente tortuosa, estrecha y torcida, con subida en rampa y tramos de escaleras. Los muros del alcazarejo son de mampostería regular. Las del recinto son en algunos sectores de cantería y mampuesto y en otros de tapial calicastrado. La albacara está parcialmente destruida. Los restos de sus muros muestran ser de tapial calicastrado al que en época posterior se añadieron algunos torreones de sillería.
Lo más notable del castillo es su torre del homenaje; que albergan en su interior un aljibe, en la zona inferior, y tres salas superpuestas. La construcción es de planta cuadrada con unas dimensiones de trece metros y cuarenta centímetros de lado en la base, que se reduce a trece metros en el parapeto superior. En el lado Sudeste la torre alcanza una altura de treinta metros y cincuenta centímetros. En la planta baja los muros tienen un grosor de cuatro metros.
Otro conjunto interesante es la puerta del recinto del castillo, abierta a la albacara. Es de mampostería encuadrada con sillares y reparos de ladrillo. La entrada es de herradura apuntada cubierta por arco de descarga de medio punto sobre el que campea el escudo de armas de Sandoval y Rojas, arzobispo, y una fecha: 1606.

## Historia
El Castillo de la Yedra ha sembrado cierto desconcierto en las cuestiones de su datación. Se pueden distinguir tres etapas constructivas.
- Primera: musulmana (andalusí), probablemente del siglo XI o XII. Sería un recinto de calicanto que albergaría intramuros a la escasa población del lugar y correspondería a lo denominado albacara.
- Segunda: correspondería a las obras de fortalecimiento emprendidas por los conquistadores cristianos en la segunda mitad del siglo XII.
- Tercera. En el pontificado de don Pedro Tenorio, entre 1357 y 1399. Modificó radicalmente el planteamiento del castillo. En la parte alta dispuso el alcazarejo con la torre del homenaje. Otros refuerzos serían los torreones de sillería adaptados a la albacara.

También cabe reseñar que en el lugar aparecen elementos cerámicos que muestran una ocupación de época romana, de la que no quedan estructuras visibles, aunque sí elementos cerámicos.
La referencia al año 1606 que aparece en la puerta del recinto del Castillo que abre a la albacara, debe corresponderse con la fecha de la realización de ciertos reparos en la fortaleza.
El Castillo de la Yedra fue adquirido en virtud del Decreto 1427/72 del 10 de mayo (BOE. Núm. 136 de 7 de junio de 1972) por el que se declaran de utilidad pública las obras y servicios a realizar. Para el cumplimiento de esta finalidad se autoriza la adquisición mediante expropiación de dicho castillo, que por aquella fecha era propiedad de la Fundación "Marín García" de las Hermanas Mercedarias de la Caridad.
Posteriormente y por Decreto 337/73 del 23 de diciembre (B.O.E. núm. 21 de 25 de enero de 1973), se crea en Cazorla el Museo de Artes y Costumbres "Alto Guadalquivir". Consta de dos partes muy diferenciadas: Sección de Historia y Sección de Artes y Costumbres.